# Yuta Wakimoto
Yuta Wakimoto –en japonés, 脇本雄太, Wakimoto Yuta– (Fukui, 21 de marzo de 1989) es un deportista japonés que compite en ciclismo en la modalidad de pista.
Ganó dos medallas de plata en el Campeonato Mundial de Ciclismo en Pista, en los años 2018 y 2020, ambas en la prueba de keirin.

## Medallero internacional
| Campeonato Mundial | Campeonato Mundial       | Campeonato Mundial | Campeonato Mundial |
| Año                | Lugar                    | Medalla            | Competición        |
| ------------------ | ------------------------ | ------------------ | ------------------ |
| 2018               | Apeldoorn (Países Bajos) | Medalla de plata   | Keirin             |
| 2020               | Berlín (Alemania)        | Medalla de plata   | Keirin             |